# یوجی نونوکاوا
یوجی نونوکاوا (ژاپنی: 布川ゆうじ؛ ۱۱ february ۱۹۴۷ – ۲۵ دسامبر ۲۰۲۲ (۷۵ ساله)) پویانما، و استاد اهل ژاپن بود.